# Veronica Della Dora
Veronica Della Dora est une géographe italienne née le 10 décembre 1976 et spécialisée en géographie culturelle. Elle est professeur de géographie humaine à la Royal Holloway, où elle est directrice du groupe de géographie sociale, culturelle et historique et co-directrice du Center for GeoHumanities avec Harriet Hawkins.

## Carrière
Veronica Della Dora grandit sur le Lido de Venise. En 2005 elle obtient un doctorat à l'Université de Californie à Los Angeles (UCLA), sous la direction de Denis Cosgrove. Après avoir quitté UCLA, elle rejoint le Getty Research Institute à Los Angeles en tant que post-doctorante, avant d'être chargée de cours à l'Université de Bristol en 2007. Elle rejoint la Royal Holloway en tant que professeure en septembre 2013. En 2018, Veronica Della Dora est élue Fellow de la British Academy.

## Distinctions
Sa première monographie Imagining Mount Athos: Visions of a Holy Mountain from Homer to World War II est sélectionnée pour le prix Criticos en 2012. Landscape, Nature and the Sacred in Byzantium est nommé pour le prix Runciman 2017.

## Principales publications
- High Places: Cultural Geographies of Mountains and Ice (2008, Cosgrove, D et Della Dora, V.; IB Tauris: (ISBN 9781845116170))
- Visual and Historical Geographies: Essays in Honor of Denis E. Cosgrove (2010, édité par Della Dora, V; Digby, S; Basdas, B.; Royal Geographical Society - Institute of British Geographers, 2010 : (ISBN 9781870074247))
- Imagining Mount Athos: Visions of a Holy Place from Homer à World War II (2011, University of Virginia Press: (ISBN 978-0-8139-3259-0))
- Pèlerinage chrétien, paysage et patrimoine: voyage vers le sacré (2014, Maddrell, Avril ; Della Dora, Veronica; Scafi, Alessandro; Walton, Heather; Routledge: (ISBN 978-0-415-84398-0))
- Montagne: Nature et Culture (2016, Reaktion Books: (ISBN 9781780236476))
- Paysage, nature et sacré à Byzance (2016, Cambridge University Press : (ISBN 9781107139091))
- Le manteau de la Terre: Généalogies d'une métaphore géographique (2021, University of Chicago Press : (ISBN 9780226741321))